# Mark Day
Mark Day (* 22. Februar 1961 in London) ist ein britischer Filmeditor und BAFTA Award Gewinner.

## Leben
Day arbeitete zunächst als Editor für den Bereich Tonschnitt und Synchronisation. Ab 1987 war er auch für den Filmschnitt von einigen britischen TV Filmen und Serien verantwortlich. Seinen Durchbruch schaffte er mit dem Schnitt bei den letzten vier Harry Potter Filmen, bei denen jeweils David Yates, mit dem er auch zuvor schon gearbeitet hat, Regie führte.

## Filmografie (Auswahl)
- 1998: Vom Fliegen und anderen Träumen (The Theory of Flight)
- 2003: Mord auf Seite eins (State of Play) (6 Folgen)
- 2004: Sex Traffic
- 2005: The Girl in the Café
- 2005: Charles und Camilla – Liebe im Schatten der Krone (Whatever Love Means)
- 2005: Inspector Lynley (The Inspector Lynley Mysteries, Fernsehserie, 1 Folge)
- 2007: Harry Potter und der Orden des Phönix (Harry Potter and the Order of the Phoenix)
- 2009: Harry Potter und der Halbblutprinz (Harry Potter and the Half-Blood Prince)
- 2010: Harry Potter und die Heiligtümer des Todes: Teil 1 (Harry Potter and the Deathly Hallows: Part 1)
- 2011: Harry Potter und die Heiligtümer des Todes: Teil 2 (Harry Potter and the Deathly Hallows: Part 2)
- 2012: The Company You Keep – Die Akte Grant (The Company You Keep)
- 2013: Alles eine Frage der Zeit (About Time)
- 2015: Ex Machina
- 2016: Legend of Tarzan (The Legend of Tarzan)
- 2016: Phantastische Tierwesen und wo sie zu finden sind (Fantastic Beasts and Where to Find Them)
- 2018: Kin
- 2018: Phantastische Tierwesen: Grindelwalds Verbrechen (Fantastic Beasts: The Crimes of Grindelwald)
- 2019: Downton Abbey
- 2022: Phantastische Tierwesen: Dumbledores Geheimnisse (Fantastic Beasts: The Secrets of Dumbledore)
- 2023: Pain Hustlers
- 2025: Bridget Jones – Verrückt nach ihm (Bridget Jones: Mad About the Boy)

## Auszeichnungen
- 2003: RTS Television Award 2003: nominiert für Bester Schnitt (Drama) für Mord auf Seite eins[1]
- 2004: BAFTA TV Award 2004: Bester Schnitt für Mord auf Seite eins[1]
- 2005: BAFTA TV Award 2004: Bester Schnitt für Sex Traffic[2]
- 2005: Royal Television Society Television Award: Bester Schnitt für Sex Traffic[2]